# 1990년 수페르코파 수다메리카나
1990년 수페르코파 수다메리카나(Supercopa Libertadores 1990)는 수페르코파 수다메리카나의 3번째 시즌이다. 파라과이의 올림피아가 결승전에서 우루과이의 나시오날을 누르고 우승을 차지했다.

## 참가 팀
콜롬비아의 아틀레티코 나시오날은 바스쿠 다 가마와의 1990년 코파 리베르타도레스 8강전 경기에서 총기를 소유한 6명의 무장 괴한들이 축구 심판을 상대로 협박을 가한 사건에 대한 남미 축구 연맹(CONMEBOL)의 징계 조치에 따라 콜롬비아에서 국제 경기를 개최하는 징계를 받았기 때문에 불참했다.
- 아르헨티노스 주니어스
- 보카 주니어스
- 에스투디안테스
- 인데펜디엔테
- 라싱
- 리버 플레이트
- 크루제이루
- 그레미우
- 플라멩구
- 산투스
- 올림피아
- 나시오날
- 페냐롤

## 1라운드
| 팀 1                  | 합계               | 팀 2           | 1차전 | 2차전 |
| --------------------- | ------------------ | -------------- | ----- | ----- |
| 페냐롤                | 2-2 (승부차기 4-2) | 산투스         | 0-0   | 2-2   |
| 인데펜디엔테          | 2-3                | 나시오날       | 1-1   | 1-2   |
| 크루제이루            | 1-1 (승부차기 2-4) | 라싱           | 1-0   | 0-1   |
| 아르헨티노스 주니어스 | 4-4 (승부차기 4-3) | 플라멩구       | 3-1   | 1-3   |
| 리버 플레이트         | 3-3 (승부차기 3-4) | 올림피아       | 3-0   | 0-3   |
| 그레미우              | 1-2                | 에스투디안테스 | 1-0   | 0-2   |

- 보카 주니어스는 부전승으로 8강전에 진출했다.

## 8강전
| 팀 1                  | 합계 | 팀 2          | 1차전 | 2차전 |
| --------------------- | ---- | ------------- | ----- | ----- |
| 페냐롤                | 2-1  | 보카 주니어스 | 0-1   | 2-0   |
| 올림피아              | 4-1  | 라싱          | 1-1   | 3-0   |
| 아르헨티노스 주니어스 | 3-4  | 나시오날      | 2-1   | 1-3   |

- 에스투디안테스는 부전승으로 준결승전에 진출했다.

## 준결승전
| 팀 1           | 합계               | 팀 2     | 1차전 | 2차전 |
| -------------- | ------------------ | -------- | ----- | ----- |
| 에스투디안테스 | 0-0 (승부차기 3-5) | 나시오날 | 0-0   | 0-0   |
| 페냐롤         | 2-7                | 올림피아 | 2-1   | 0-6   |

## 결승전
| 팀 1     | 합계 | 팀 2     | 1차전 | 2차전 |
| -------- | ---- | -------- | ----- | ----- |
| 나시오날 | 3-6  | 올림피아 | 0-3   | 3-3   |

## 우승
| 1990년 수페르코파 수다메리카나 우승 |
| ----------------------------------- |
| 올림피아 1번째 우승                 |

## 같이 보기
- 1990년 코파 리베르타도레스